# Manrico Murzi
Manrico Murzi, "poeta giramondo" (Marciana Marina, 12 marzo 1930), è un poeta, scrittore, giornalista e traduttore italiano.
Nell'ateneo romano, dopo due anni di Giurisprudenza, passa alla scuola di Giuseppe Ungaretti e nel 1956 si laurea in Lettere e Filosofia con la tesi La paura nella letteratura contemporanea. Nel 1954, assieme al poeta Giulio Caprilli, fonda la rivista letteraria, di vita breve, «Il Mirteo». Nel 1956 sposa la scultrice-pittrice-ceramista Ivy Pelish, di New York, formatasi e laureatasi in Dottrine Umanistiche all'Hunter College. Ha tre figlie: Simonetta, Lauranna e Giuliana.
Nel 1958 lascia l'insegnamento e si dedica a lunghi viaggi, scegliendo per domicilio le acque del Mediterraneo in qualità di commissario di bordo sulle navi della società Adriatica di Navigazione di Venezia, del gruppo Finmare, di cui respira, indagandoli, i luoghi dell'antica civiltà classica. Vaga più tardi nei paesi del Medioriente e del Nordafrica, accostandosi alle varie culture, vecchie e nuove. I suoi versi appaiono in «Inventario» e altre riviste. Scrive e pubblica racconti, tra cui si ricordano «Occhi di polpo» e «Interferenze»; teatro: «Il discorso con la luce», «Il pollice». Con Rebellato di Padova pubblica i suoi libri di poesia: «Il cielo è caduto», 1964; «Forme nell'aria», 1972, prefazione di Raffaello Brignetti. Nel 1979, con lo stesso editore, esce il suo «Si va a simboli», romanzo poetico dove spesso la prosa cede il posto al canto, prefazione di Gianni Toti. Nel 1996 esce «Di porto in porto», poesie 1980-1995, prefazione di Elio Filippo Accrocca. Nel 2002 esce «Di mare un cammino», di cui prepara, ampliandolo, una terza edizione. Del 2008 è l'antologia «Questo mare non finirà di urlare», raccolta di poesie e scritti politici di Giulio Caprilli (1928-1960). Attendono pubblicazione: «Il dente di Ippia» (1986) e «A Est del Mediterraneo» (1995), drammi in due parti; «Il gatto sott'acqua», raccolta di poemetti, e «Il capo nella botte», raccolta di saggi ancora in crescita; «Filza di more», magazzino di versi e memoria; «Mentre mangio un'esperienza», raccolta di poesia dal 1990 al 2001; «A giro di bettola», poesia sul vino (1999); «Il Cantanimali», poesie già uscite in vari «Foglietti di un bestiario», 1985-2002. «Avorio liquido», poesia sul latte, 2001. Collabora a giornali e riviste: di alcune è anche redattore per Pubblicità Italia. Ha tenuto e tiene letture poetiche e conferenze in Italia e all'estero, in particolare su Ungaretti e Kavafis. Di recente ha girato l'Oriente, più specialmente tutta l'India, ospite di quel governo, per servizi giornalistici; e ultimamente tutta l'Algeria (dove ha subito due attentati nel 1997), per lavori di ricerca, con un'esperienza del deserto che lo ha molto segnato. Fa parte dell'Unione Europea Scrittori Artisti Scienziati ed è ambasciatore di cultura per l'UNESCO. Padrone di varie lingue. Alcune sue traduzioni: «Malinche, Doña Marina» di Haniel Long, Rebellato 1968, dall'inglese; «I Doni di Alcippe» di Marguerite Yourcenar, Bompiani 1987, dal francese; «Il rione dei ragazzi» di Nagib Mahfuz, capolavoro proibito che gli ha procurato una condanna a morte (da eseguire nel solo territorio egiziano) da parte degli ulema dell'Università islamica del Cairo; per il Nobel egiziano invece una fatwa, per cui fu accoltellato alla gola nell'ottobre del 1994, ma sopravvisse: Marietti 1991-Pironti 2001, dall'arabo; «Manto Nero» di Brian Moore, Piemme 1992, dall'inglese, ripubblicato nel 1999 col titolo «Fuochi morenti»; «La Guerra dei trent'anni» di Georges Pagès, Ecig 1993 e «El Cid» di Monique Baile, la vera storia di Rodrigo de Bivar, Ecig 1993, dal francese; «La Leggenda dei Liberi Muratori» di Francis Peter Lobkowitz, Ecig 1994, dal tedesco; «Giacomo, fratello di Gesù» di P.A. Bernheim, Ecig 2005. Sta lavorando, su quattro scrivanie, a un saggio sul poeta russo Ossip Mandelstam, di cui ha tradotto tutta la poesia; a due libri di ricerca interiore, «I trentatré nomi di Dio» e «Le mosche di Omero»; a un poema a sfondo religioso—filosofico, «La nascita delle cose create»; a «Il palazzo di cristallo», ispirato a un tavolo intarsiato da Lampridio Giovanardi, relativo alla Esposizione Universale a Londra nel 1851. Nel dicembre 2007 è uscito «Italia rotonda», edizioni d'arte F&G, ispirato da un raro intarsio ottocentesco, e che, seguendo le tante immagini, racconta la storia d'Italia dal 1260 a.C. al 1875 d.C. È del 2010 il dramma «Le stette voci di Elena»: la prima è stata, con successo, sull'Acropoli di Elea, nel luglio dello stesso anno. Nel 2001 ha scritto la prefazione alla raccolta di poesie «Come neve a marzo» del poeta padovano Paolo De Faveri. Nel 2014 Mimesis ha pubblicato il suo «Lettere sul Vangelo secondo Tommaso». Ha scritto il libretto per un'opera lirica sulla vita di Amedeo Modigliani, musica di Delilah Gutman, dal titolo «Jeanne e Dedò», pubblicata dall'editore Curci nel 2016 e stanno uscendo con UT Orpheus due CD con alcune sue poesie musicate e cantate dalla musicista Gutman. Sempre nel 2016 l'editore Crocetti ha pubblicato «Poemi provenzali» di Saint-John Perse, traduzione di Giorgio Cittadini con la sua postfazione: saggio accreditato alla Sorbona di Parigi.